# Chad Everett
Chad Everett (* 11. Juni 1937 in South Bend, Indiana; † 24. Juli 2012 in Los Angeles, Kalifornien; eigentlich Raymon Lee Cramton) war ein US-amerikanischer Schauspieler. Neben seiner Karriere im Film arbeitete Everett hauptsächlich in Serien für das Fernsehen wie zum Beispiel in der CBS-Arztserie Medical Center.

## Leben
Chad Everett wurde 1937 als Sohn des Ehepaars Virdeen Ruth (geborene Hopper) und Harry Clyde „Ted“ Cramton in South Bend, einer mittelgroßen Stadt in Indiana geboren. Im benachbarten nördlichen Bundesstaat Michigan wuchs Everett in der Stadt Dearborn auf. Nachdem er am College Schauspielkurse belegt hatte, studierte er an der Wayne State University, bevor er anschließend nach Los Angeles aufbrach, um es mit einer Karriere in Hollywood zu versuchen, nicht zuletzt aufgrund seines attraktiven Äußeren.
1961 gab er sein Leinwanddebüt in dem von Gordon Douglas inszenierten Film Claudelle und ihre Liebhaber, basierend auf Erskine Caldwells Roman. Durch sein charismatisches Äußeres fand er in den 1960er Jahren schnell Filmrollen die ihn als sympathischen jugendlichen Liebhaber, Draufgänger und Westernhelden zeigten. In dem Film Paris ist voller Liebe von Boris Sagal spielte er an der Seite von Ann-Margret, dessen Titelsong Made in Paris – komponiert von Burt Bacharach – einigen Erfolg an den Kinokassen hatte. Meistens spielte er die zweite männliche Hauptrolle in Komödien oder Western neben Stars wie Glenn Ford, in Duell der Gringos von 1967 oder Robert Taylor in Heiße Colts in harten Fäusten oder in Michael Gordons Filmkomödie mit David Niven in Alles was verboten ist.
In den 1970er Jahren verlagerte sich seine Karriere fast völlig auf Filmrollen im Fernsehen wie seine Darstellung in der erfolgreichen Miniserie Victor Charlie ruft Lima Sierra von Regisseur Douglas Heyes. In den USA erreichte er größere Popularität durch die von 1969 bis 1976 laufende Arztserie Medical Center, für die er 1971 eine Golden-Globe-Nominierung erhielt. Bis zum Ende seiner Karriere trat er nur noch sporadisch in Kinofilmen auf, blieb aber noch lange ein gefragter Fernsehdarsteller. Einen seiner letzten Filmauftritte hatte Everett in David Lynchs 2001 veröffentlichtem Thriller Mulholland Drive – Straße der Finsternis, in dem er eine intensive Schauspielszene mit Naomi Watts bei einem Vorsprechen hat.
Everett war von 1966 bis zu ihrem Tode im Jahr 2011 mit der Schauspielerin Shelby Grant verheiratet. Das Paar hatte zwei Kinder, Katherine Thorp und Shannon Everett. Chad Everett starb 2012 im Alter von 75 Jahren an den Folgen seiner Lungenkrebserkrankung.

## Auszeichnungen
- 1971: Golden-Globe-Award-Nominierung in der Kategorie Bester Serien-Hauptdarsteller – Drama für Chad Everett in Medical Center

## Filmografie (Auswahl)
- 1960–1962: Hawaiian Eye (Fernsehserie, 5 Folgen)
- 1961: Maverick (Fernsehserie, 2 Folgen)
- 1961: Claudelle und ihre Liebhaber (Claudelle Inglish)
- 1961–1962: 77 Sunset Strip (Fernsehserie, 3 Folgen)
- 1962: Abenteuer in Rom (Rome Adventure)
- 1962: Der Chapman-Report (The Chapman Report)
- 1962–1963: The Dakotas (Fernsehserie, 20 Folgen)
- 1964: Get Yourself a College Girl
- 1966: Paris ist voller Liebe (Made in Paris)
- 1966: Dominique – Die singende Nonne (The Singing Nun)
- 1966: Johnny Tiger
- 1967: Shanghai-Jack (First to Fight)
- 1967: Heiße Colts in harten Fäusten (Return of the Gunfighter)
- 1967: Duell der Gringos (The Last Challenge)
- 1968: Alles was verboten ist (The Impossible Years)
- 1969–1976: Medical Center (Fernsehserie, 170 Folgen)
- 1971: Jagd durchs Feuer (The Firechasers)
- 1977: Die Angeklagte (In the Glitter Palace, Fernsehfilm)
- 1978–1979: Colorado Saga (Fernsehserie, 12 Folgen)
- 1979: Victor Charlie ruft Lima Sierra (The French Atlantic Affair, Fernseh-Miniserie)
- 1980–1981: Hagen (Fernsehserie, 9 Folgen)
- 1981: Targoor – Reise ins Grauen (The Intruder Within)
- 1982: Die unglaubliche Reise in einem verrückten Raumschiff (Airplane II: The Sequel)
- 1983: Malibu (Fernsehfilm)
- 1983–1984: The Rousters (Fernsehserie, 13 Folgen)
- 1985: Jackpot (Fever Pitch)
- 1986: Love Boat (Fernsehserie, 2 Folgen)
- 1986–1993: Mord ist ihr Hobby (Murder, She Wrote; Fernsehserie, 4 Folgen)
- 1989: Helden sterben einsam (Heroes Stand Alone)
- 1993: Mission – Alien (Official Denial, Fernsehfilm)
- 1994–1995: McKenna (Fernsehserie, 6 Folgen)
- 1998: Psycho
- 1998: Die Nanny (The Nanny; Fernsehserie, Folge Mom's the Word)
- 1998: Melrose Place (Fernsehserie, 4 Folgen)
- 1999: Angst über den Wolken (Free Fall)
- 2000: Manhattan, AZ (Fernsehserie, 13 Folgen)
- 2001: Mulholland Drive – Straße der Finsternis (Mulholland Drive)
- 2003: Flight Girls (View from the Top)
- 2004: Wake Up, Ron Burgundy: The Lost Movie (Cameo-Auftritt)
- 2006: Cold Case – Kein Opfer ist je vergessen (Fernsehserie, Folge Forever Blue)
- 2008: Break
- 2009: Supernatural (Fernsehserie, Folge The Curious Case of Dean Winchester)
- 2010–2012: Undercovers (Fernsehserie, 3 Folgen)
- 2011: Chemistry (Fernsehserie, 13 Folgen)
- 2012: Castle (Fernsehserie, Folge The Blue Butterfly)